# Smilasterias actinata
Smilasterias actinata är en sjöstjärneart som beskrevs av McKnight 2006. Smilasterias actinata ingår i släktet Smilasterias och familjen trollsjöstjärnor. Inga underarter finns listade i Catalogue of Life.